# La vita segreta dei mammut in Pianura Padana
La vita segreta dei mammut in Pianura Padana è una raccolta di racconti dell'autore italiano Davide Bregola del 2017.
Il libro ha vinto lo stesso anno il Premio Chiara.

## Racconti contenuti
Il libro contiene dodici racconti non intitolati né numerati.

### (I)
In un caldo giorno d'estate, il narratore riflette sulle memorie conservate nelle campagne dove ha vissuto.

### (II)
Marco e Sergio, per far contento il loro amico Ruggero, fissato sull'idea di ritrovare un meteorite, costruiscono una finta siderite e gliela fanno ritrovare mentre sta camminando vicino a casa. Vedendo la sua felicità, non hanno poi cuore di confessargli lo scherzo.

### (III)
Giovanni, Giosuè e un terzo amico soprannominato Bruce Lee fanno una scommessa: chi di loro avrà il coraggio di spegnersi una cicca di sigaretta sul braccio vincerà un bottiglione di vino. Bruce Lee risulta il vincitore, ma gli viene il sospetto che i suoi amici l'abbiano lasciato fare per prendersi gioco di lui e giura vendetta. 
Dopo qualche giorno, Giovanni e Giosuè, sorpresi da un violento acquazzone su un'isola del Po, mentre tornano sull'argine in scooter incontrano una bambina dall'aspetto spettrale che perde bava rossa dalla bocca e poi si smaterializza. I due si chiedono se ciò abbia a che fare con la maledizione di Bruce Lee.

### (IV)
Wolfango è un ventenne che lavora nell'azienda ortofrutticola di Verner, un padrone molto restio a pagare i suoi dipendenti alle giuste scadenze. Dato che la sua fidanzata è incinta, una sera Wolfango va casa del suo datore di lavoro per farsi dare il salario arretrato, ma questi fa orecchie da mercante.
Ritorna nel cuore della notte deciso a spaventare Verner, ma notando un incendio nel fienile torna a casa.
L'indomani viene ritrovato, a casa di Werner, un biglietto lasciato dall'incendiario, che si firma "Diabolik".

### (V)
Quattro amici su tre scooter si recano a Ferrara per visitare una mostra di paleontologia. Durante il viaggio di andata un sorpasso azzardato a un camion quasi provoca uno scontro frontale con delle automobili che sopraggiungono nel verso opposto. Nel viaggio di ritorno l'allegra brigata vandalizza dei cartelli stradali sostituendo i toponimi con delle fantasiose traduzioni in inglese.

### (VI)
Alla fine della raccolta delle angurie, i giovani braccianti scelgono quelle di scarto per una battaglia a base di frutti.

### (VII)
Giovanni Silloni è un disadattato che crede di essere un agente segreto, con nome in codice KGB. Spedisce ai locali comandi dei carabinieri dei rapporti nei quali scrive di cadaveri che avrebbe visto galleggiare nel Po e di complotti orditi dai suoi concittadini al soldo di potenze straniere. A nulla valgono gli sforzi del suo medico che cerca di convincerlo che i cadaveri sono, con ogni probabilità, solo dei tronchi trasportati dalla corrente.

### (VIII)
Fiorenzo, detto Fiore, durante le sue passeggiate fa delle riflessioni sulla sua vita e, e in particolare sulle delusioni che ha patito: il suo grande amore Elettra, sposatasi con un altro uomo, e il posto di lavoro sottrattogli da uno dei suoi amici a cui aveva confidato di desiderarlo poiché ne aveva bisogno.

### (IX)
Davide e Samu sono due cugini che si ritrovano nel paese natale per visitare la tomba del loro amico Raoul. Davide fa il saldatore, un lavoro che gli dà poche soddisfazioni, e la sua stabilità lavorativa è vista con invidia da Samu, che è emigrato a Londra dove lavora come cameriere, a dispetto della focomelia delle sue dita. A Londra ha conosciuto una ragazza polacca che sembra dimostrargli qualcosa di più di una simpatia, ma non osa proporsi perché teme che non possa accettare la sua deformità.

### (X)
Giorgio, suggestionato dalla lettura in un libro del ritrovamento di un mammut, decide di mettersi all'opera scavando in un pozzo per idrocarburi aperto decenni prima e mai richiuso. Ad un certo punto l'imboccatura frana lasciando l'aspirante paleontologo in trappola; i suoi amici chiamano i vigili del fuoco che lo riportano in superficie sano e salvo mentre brandisce quello che ritiene essere un osso di mammut, che finisce con l'essere conservato nella chiesa di Santa Croce di Sermide, il cui parroco lo crede un osso di balena.

### (XI)
Nel 1991 per una delusione d'amore il ventenne Danilo Guizzardi detto Guiccio tenta il suicidio in un'Alfasud collegando il tubo di scarico all'abitacolo. Nel 2006 egli è felicemente fidanzato con Mascia, la ragazza per la quale voleva togliersi la vita. Insieme vanno a vedere lo spettacolo degli stuntman Holer e Divier Togni; a Guiccio sembra di riconoscere la sua vecchia Alfasud nell'auto che guidano, e in effetti è proprio quella.

### (XII)
Il protagonista del racconto, di cui non viene rivelato il nome, viene iniziato alla pesca dal nonno quando è ancora bambino e matura un profondo rispetto per la natura e gli animali che ne fanno parte. Qualche anno dopo fa una gara di pesca con un suo compagno di classe di nome Claudio che consolida l'amicizia dei due. Un giorno si reca lungo un fosso con un ragazzo più grande di nome Andrea per vederlo pescare con la nassa e questi gli fa uno scherzo immergendolo di proposito nell'acqua: ci manca poco che non anneghi.
Da adulto, mentre fa un giro in bicicletta lungo l'argine, si lascia andare ai ricordi.

## Edizioni
- Davide Bregola, La vita segreta dei mammut in Pianura Padana, I corimbi 84, Roma, Avagliano, 2017,  p. 140, ISBN 978-88-8309-311-1.